# 13월 6일
13월 6일은 에티오피아에서 사용하는 율리우스력의 윤년일 경우에만 존재하는 366번째 날이다. 율리우스력의 신년인 9월 11일부터 계산하면 윤년일 경우에만 75번째 날에 해당한다.

## 같이 보기
- 13월
- 에티오피아력